# Marc de Ferrière le Vayer
Pour les articles homonymes, voir Ferrière et Vayer.
Marc de Ferrière le Vayer, né le 10 janvier 1957, est professeur des Universités en histoire économique et sociale à l’université François-Rabelais de Tours. 
Spécialiste d’histoire des entreprises et d’histoire des techniques, il contribue aussi dans le domaine de l'histoire de l'alimentation.

## Famille
La famille de Ferrière Le Vayer est une ancienne  famille bourgeoise d'Anjou, connue à Baugé, dès le XVIIIe siècle . Jean Ferrière (mort vers 1753), était notaire royal et tabellion à Baugé.

## Biographie
Né le 10 janvier 1957, Marc de Ferrière Le Vayer fait des études d'histoire à l'Université de Paris IV Sorbonne. Après une maîtrise sur l'histoire du cycle en France avant 1914 soutenue en 1982 sous la direction de François Caron, il soutient sa thèse d'histoire économique et d'histoire des techniques, toujours sous la direction de l'historien François Caron en décembre 1991 sous le titre Christofle, une aventure industrielle, 1793 - 1940.
De 1983 à 1989, il est enseignant d'histoire et géographie dans l'enseignement secondaire, en particulier au lycée Racan de Château-du-Loir dans la Sarthe.
Diplômé de l’université de Paris IV Sorbonne, il fut maître de conférences à l’université Lille III de 1993 à 2004 et auparavant de 1989 à 1993 conservateur du musée et des archives de l’orfèvrerie Christofle à Paris.
Ses recherches portent plus particulièrement sur les liens entre l’histoire industrielle, l’histoire des techniques et de l’innovation et l’histoire de la consommation dans le monde occidental au XIXe et au XXe siècle.
Il a publié de nombreux ouvrages et articles sur ce sujet, le dernier, De la fin des familles à la mondialisation, l’industrie papetière française depuis 1945, a été publié début 2006 chez ENP éditions à Orléans.
Depuis sa nomination, en février 2004, à l'Université François-Rabelais, à Tours, il s'est spécialisé en histoire de l'alimentation.
Membre de nombreux conseils scientifiques, expert auprès du Ministère de la Recherche et de l'AERES, il a assuré également la direction du PPF Alimentation de l’université François-Rabelais et a été directeur adjoint de son école doctorale SHS durant 8 ans. Il a été président de l’Institut européen d'histoire et des cultures de l'alimentation (IEHCA) de 2009 à 2015 et titulaire de la Chaire Unesco « Sauvegarde et Valorisation des Patrimoines Culturels Alimentaires » de 2011 à 2015.

## Publications
- Éd avec Casey Man Kong Lum, Urban Foodways and Communications, Ethnographic Studies in Intangible Cultural Food Héritages around The World, Rowan and Littlefield and Littlefield, Baltimore, 2016
- Christofle : Deux siècles d'aventure industrielle, 1793-1993, Paris, Le Monde éditions, 1995, 456 pages (publication de sa thèse soutenue à Paris IV)
- Saga de la pomme de terre, éditions Cercle d'Art, Paris, 2008
- Entreprises et Histoire, N° 46, avril 2007, Le Luxe, Éditions ESKA, Paris, 2007
- De la fin des Familles à la mondialisation, L'industrie papetière française depuis 1945, ENP éditions, Orléans, 2006
- Aéronautique, Marchés, Entreprises Mélanges en mémoire d'Emmanuel Chadeau, Jean-Paul Barrière et Marc de Ferrière le Vayer (dir.), Pagine éditions, Paris, 2004

## Récompenses
- Premier Lauréat du Prix Crédit Lyonnais d'Histoire d'Entreprise, 1994.
- Grand Prix « Jean Fage » de la biographie, Musée français de la photographie.